# Лахдж
Лахдж (иначе Лахидж или Лахедж) (араб. لحج‎) — город в Йемене. Административный центр одноимённой мухафазы.

## История
В 1161 году аль-Махди ибн Али завоевал Лахедж и город вошёл в состав государства Махдидов, которое вскоре заняло территорию всего Западного Йемена.
В 1174 году территория государства Махдидов была подчинена айюбидской армией.
В 1728—1967 годах город был столицей одноимённого йеменского султаната Лахедж.

## География
Расположен на юго-западе страны, в 45 км к северу от Адена. Город находится на прибрежной равнине Аденского залива, на вади Тиббану.

## Экономика
Окрестности города — важный сельскохозяйственный регион Йемена. Через Лахдж проходит дорога, связывающая Аден с городами на севере страны.

## Население
Население по данным переписи 2004 года составляет 25 881 человек.